# Janko Kráľ
Janko Kráľ est né le 24 avril 1822 à Liptovský Svätý Mikuláš en Slovaquie (à l'époque Haute-Hongrie) et mort le 23 mai 1876 à Zlaté Moravce en Slovaquie (à l'époque Haute-Hongrie). Il fut le poète romantique slovaque le plus radical de la génération de Ľudovít Štúr.

## Œuvres
- Zverbovaný
- Zabitý

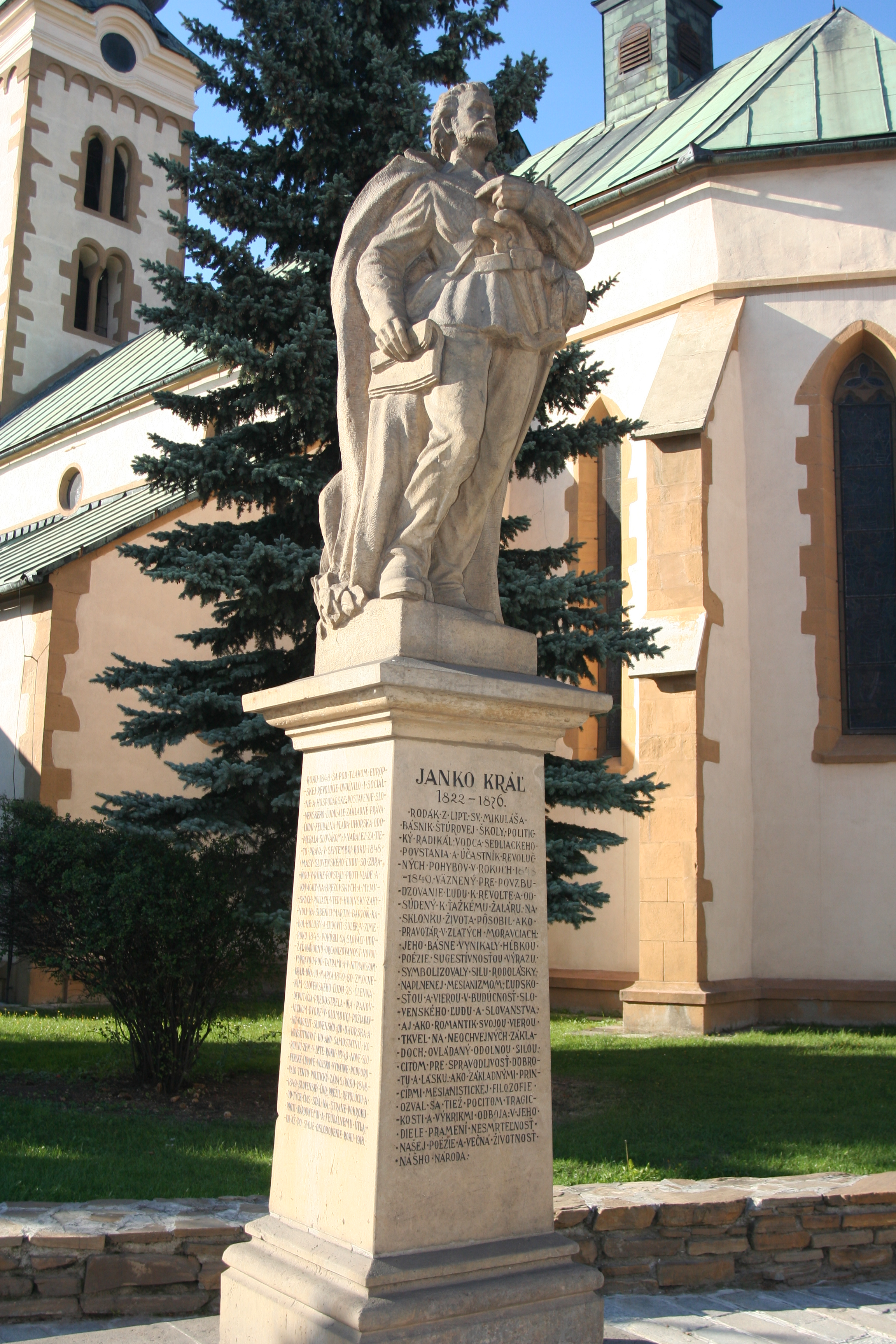
Monument en l'honneur de Janko Kráľ's à Liptovský Mikuláš.

- Zakliata panna vo Váhu a divný Janko
- Moja pieseň
- Pieseň bez mena
- Orol
- Piesne
- Potecha
- Pán v trní
- Pieseň
- Duma bratislavská
- Kríž a čiapka
- Choč
- Krajinská pieseň
- Slovo
- Duma slovenská
- Krakoviaky dobrovoľníkove
- Jarná Pieseň

## Hommages et distinctions
Sont nommés en son honneur :
- le parc Janko Kráľ à Bratislava ;
- l'astéroïde (7076) Divnýjanko[1].